# Grunnen
Grunnen är en sjö i Alvesta kommun och Sävsjö kommun i Småland och ingår i Lagans huvudavrinningsområde. Sjön är 5,6 meter djup, har en yta på 0,432 kvadratkilometer och är belägen 181 meter över havet. Sjön avvattnas av vattendraget Bantabäck. Vid provfiske har bland annat abborre, braxen, gers och gädda fångats i sjön.

## Delavrinningsområde
Grunnen ingår i det delavrinningsområde (633718-141555) som SMHI kallar för Utloppet av Grunnen. Medelhöjden är 213 meter över havet och ytan är 55,3 kvadratkilometer. Det finns inga avrinningsområden uppströms utan avrinningsområdet är högsta punkten. Bantabäck som avvattnar avrinningsområdet har biflödesordning 3, vilket innebär att vattnet flödar genom totalt 3 vattendrag innan det når havet efter 185 kilometer. Avrinningsområdet består mestadels av skog (78 procent). Avrinningsområdet har 0,78 kvadratkilometer vattenytor vilket ger det en sjöprocent på 1,4 procent.

## Fisk
Vid provfiske har följande fisk fångats i sjön:
- Abborre
- Braxen
- Gärs
- Gädda
- Mört